# アウトルック (ニューヨークの雑誌)

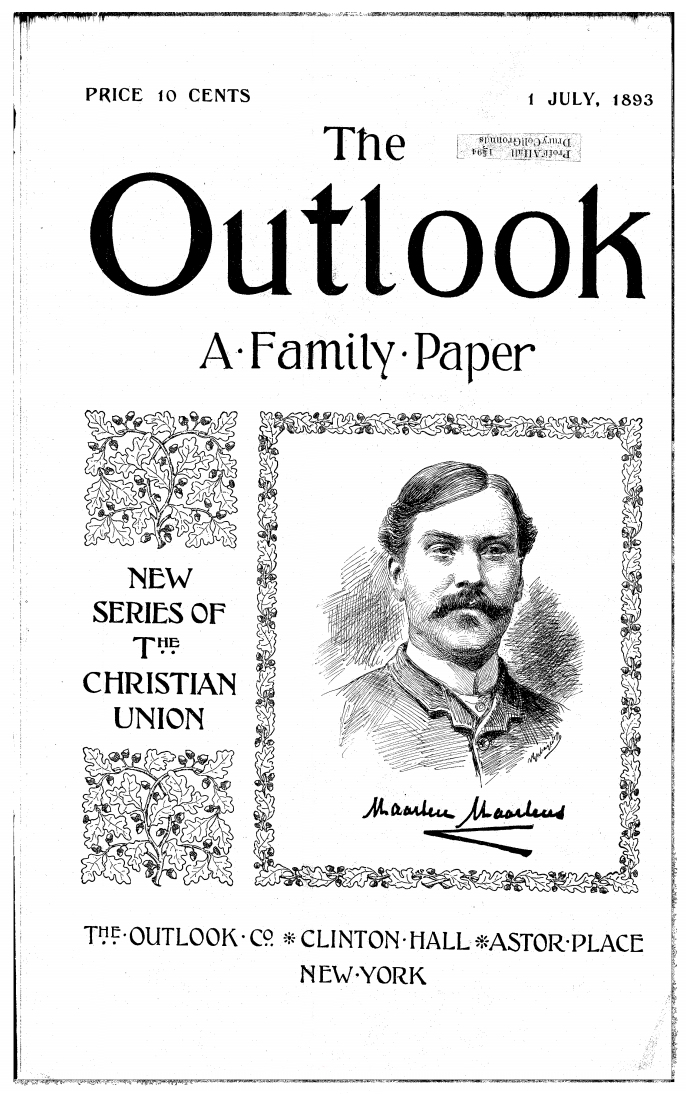
1893年7月1日号の表紙。

『ジ・アウトルック』(The Outlook) は、1870年から1935年にかけて、ニューヨークで出版されていた週刊誌。

## 沿革

### 『ザ・クリスチャン・ユニオン』（1870年–1893年）
『アウトルック』誌は、1870年1月1日に、『ザ・クリスチャン・ユニオン (The Christian Union)』（1870年–1893年）という誌名で創刊された。

### 『ジ・アウトルック』（1893年–1928年）
誌名は、1893年から1928年まで『ジ・アウトルック』であったが:422、これは雑誌の焦点が宗教的な主題から、社会問題、政治問題へと移ったことを反映していた。
1900年当時、ニュースや評論を扱う代表的な週刊誌は、『インディペンデント (The Independent)』（1870年創刊）、『ネイション(The Nation)』（1865年創刊）と『アウトルック』（1870年創刊）であり、少し異なる内容のものとして『リテラリー・ダイジェスト (The Literary Digest)』 （1890年創刊）があった。

### 『ジ・アウトルック・アンド・インディペンデント』（1928年–1932年）
1928年、『インディペンデント』は『アウトルック』と合併し、 『ジ・アウトルック・アンド・インディペンデント』となった。

### 『ザ・ニュー・アウトルック』（1932年–1935年）
1932年から1935年にかけて、この雑誌は 『ザ・ニュー・アウトルック』として刊行された。終刊号は1935年6月に出た:422。

## 著名な寄稿者
- セオドア・ルーズベルトは、『アウトルック』の副編集長であった[5][6]。
- エドウィン・アーリントン・ロビンソン（英語版）[7]
- ブッカー・T・ワシントンは、1900年に自叙伝的な内容の複数の記事を『アウトルック』に掲載した。そうした記事を集めて編集した本が1901年に『奴隷から立ち上がりて (Up from Slavery)』と題して出版された。ワシントンが執筆した、新たに誕生したオクラホマ州についての報告は、1908年の最初の号に掲載された[8]。
- アルフレッド・エマニュエル・スミス、フランシス・ルーファス・ベラミー（英語版）、ハロルド・トロウブリッジ・プルシファー（英語版）は、いずれも『アウトルック』の編集者であった。
- オスカー・セザー（英語版）は、この雑誌の漫画編集者であった。
- 1894年9月1日号に掲載されたベンジャミン・キッドのインタビュー記事「合衆国の未来 (Future of the United States)」は、彼を合衆国における有名人に押し上げた[9]。
- ロバート・キャントウェル（英語版）は、『ザ・ニュー・アウトルック』 was literary editor of The New Outlook (1932–1935)

## 選集
1913年には、『アウトルック』をはじめ、『スクリブナーズ・マガジン (Scribner's Magazine)』、『ハーパーズ・マガジン (Harper's Magazine)』、『ザ・センチュリー・マガジン (The Century Magazine)』に掲載された詩を集めた選集が出版された。